# 尤垂青
尤垂青（?—?），福建省泉州府晉江縣人，清朝政治人物。
尤垂青為乾隆二十二年（1757年）丁丑科進士。乾隆三十三年（1768年）三月由福建興化府學教授調任臺灣府儒學教授。乾隆三十六年（1771年）任湖北松滋知縣，推辭不就。